# Crampton (locomotive)
Pour les articles homonymes, voir Crampton.

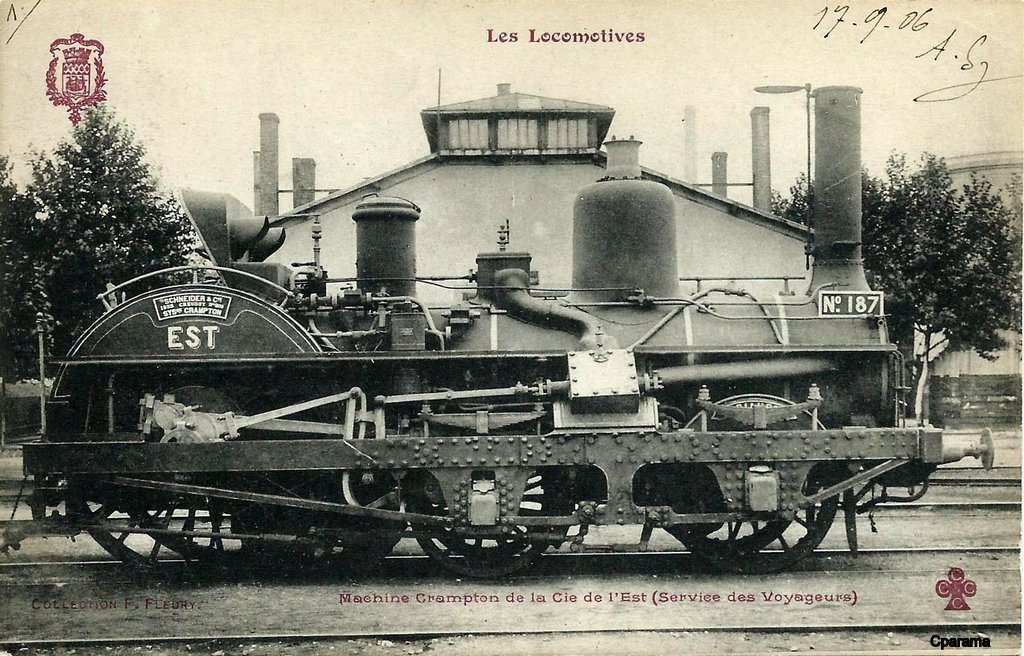
Locomotive Crampton de l'Est.

La locomotive Crampton est un type de locomotive à vapeur conçue en Angleterre par Thomas Russell Crampton et construite par diverses firmes à partir de 1846.
Parmi ses caractéristiques principales, on peut noter le centre de gravité très bas de la chaudière et l'unique essieu moteur à roues à grand diamètre placé en arrière du foyer.
La disposition des essieux était généralement :
- deux essieux porteurs à l'avant ;
- un essieu moteur arrière.

Néanmoins des Cramptons américaines comportaient parfois trois essieux porteurs avant l'essieu moteur.

## Codifications
Ce qui s'écrit :
- 4-2-0 en codification Whyte ;
- 210 en codification d'Europe ;
- 2A en codification allemande et italienne ;
- 13 en codification turque ;
- 1/3 en codification suisse.

## Utilisation
Les locomotives Crampton ont été en service dans divers réseaux britanniques mais c'est en France qu'elles ont eu le plus de succès. Elles y furent fabriquées principalement par Jean-François Cail sous licence britannique, notamment pour la Compagnie des chemins de fer de l'Est. Avec leurs grandes roues motrices, elles étaient particulièrement adaptées aux trains de passagers rapides.
Elles servent aussi sur le réseau de la Compagnie des chemins de fer du Nord où, grâce au frein Bricogne dont la sécurité permet les grandes vitesses, elles sont autorisées dès 1853 à rouler à 120 km/h. Des Crampton ont également été utilisées en Allemagne, notamment au Grand-duché de Bade.
Aux États-Unis, la firme Norris Locomotive Works (en) produira des locomotives à la disposition d'essieux similaire, dont la Marquis de Lafayette du Baltimore and Ohio Railroad, la première locomotive américaine dotée d'un bogie. Quelques exemplaires, assemblés localement ou outre-Atlantique, ont circulé au Royaume-Uni, en France et en Belgique. Ces locomotives, dénommées Norris en Europe, se caractérisaient par un foyer vertical surnommé haystack (en meule de foin). Un certain nombre de Norris employait deux essieux moteurs.
La locomotive Crampton no 604 "la Belgique", après modification (ajout d'une seconde chaudière au-dessus de la première, dite chaudière Flaman, et pose d'un abri), a atteint la vitesse record pour l'époque de 144 km/h le 20 juin 1890 entre Champigny-sur-Yonne et Pont-sur-Yonne.
En août 1855, la Crampton no 137 de la Compagnie des chemins de fer du Nord aura l'honneur de remorquer le train royal acheminant la reine Victoria et le prince Albert de Boulogne à Paris.
Comme toutes les locomotives avec un seul essieu moteur, les Crampton avaient un démarrage laborieux et manquaient de puissance  ne pouvant remorquer que 96 tonnes (soit de 8 à 12 voitures) à 76 km/h sur une rampe de 5 ‰ et sont remplacées à partir des années 1880 par des locomotives à deux ou trois essieux moteurs.

## Modèle préservé
Le modèle no 80, construit pour la Compagnie du chemin de fer de Paris à Strasbourg en 1852 et baptisé Le Continent, est conservé au musée des chemins de fer de Mulhouse. Cette machine pouvait atteindre une vitesse de 120 km/h. Elle fut présentée à Paris sur les Champs-Élysées en 2003 à l'occasion de la manifestation « Le Train Capitale ».
Ce modèle était en tête du train historique utilisé au cours des années 1950 et 1960 pour les fêtes commémoratives du centenaire de l'ouverture des lignes ferroviaires françaises et également au Luxembourg.
Cette locomotive fut également celle du feuilleton La Princesse du rail de 1967, tourné sur une voie posée sur une section de la ligne transcévenole inachevée.
Aussi dans les années 60, elle participa au court-métrage Vieux Souvenirs et Jeunes Années que réalisa la section centrale cinématographique de la SNCF, en gare de Croth-Sorel et dans la campagne de l'Eure.

## Philatélie
La poste a émis un timbre intitulé Crampton issu du bloc feuillet Les légendes du rail sorti en 2001. d'une valeur faciale de 1 F 50 c (0.23€) N° YT 3408.